# Szexmunkás

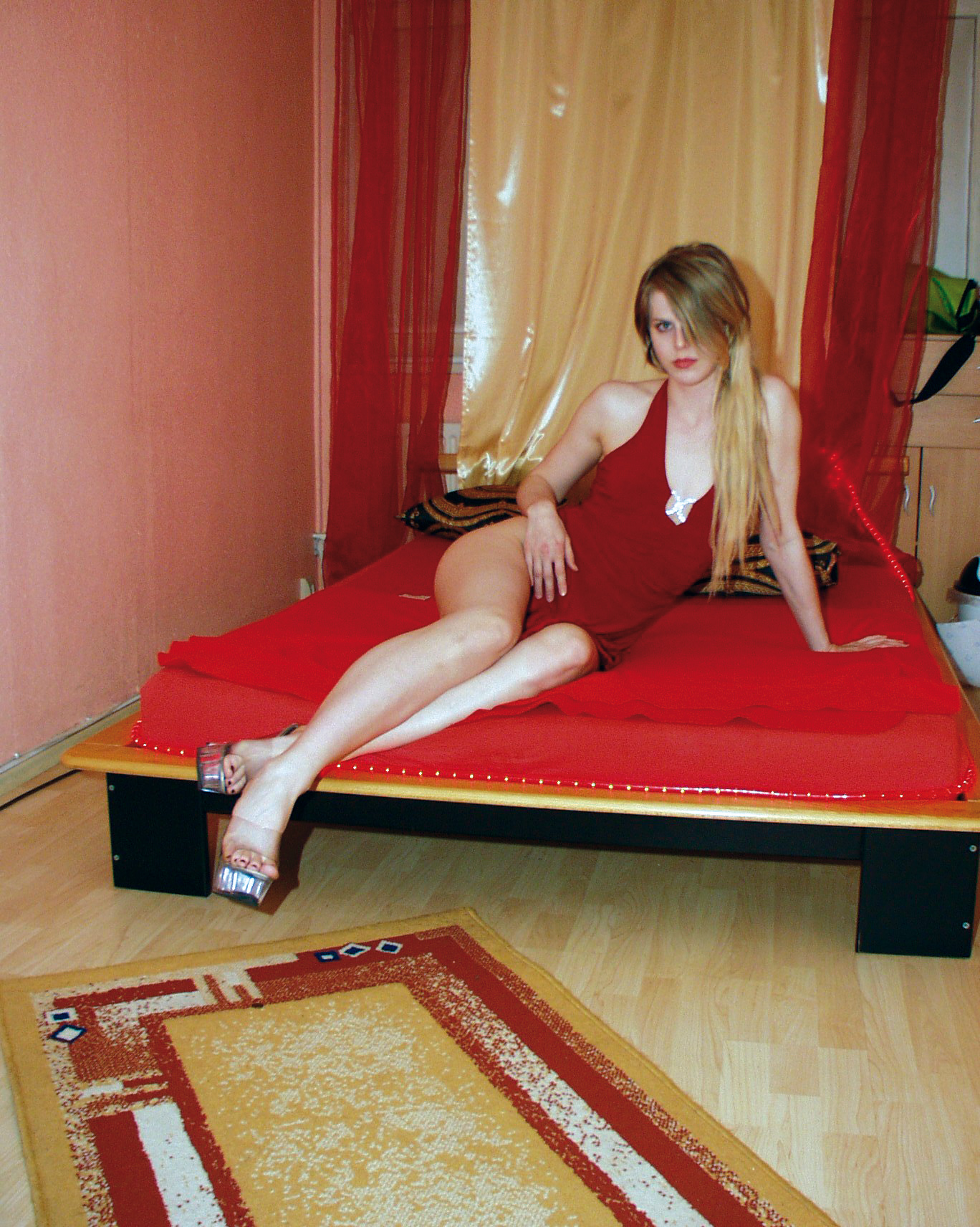
Egy németországi prostituált

A szexmunkás olyan személy, aki azzal keres pénzt, hogy szexuális szolgáltatásokat nyújt, szexmunkát végez. Az elnevezést Carol Leigh amerikai prostitúció-aktivista találta ki az 1970-es években. Néha a prostitúció szinonimájaként használják (Theodore Dalrymple szerint például azok az orvosi magazinok, amik nem merik leírni a „prostituált” szót), de a legtöbb szakember tágabban értelmezi a szexmunkást, és beleérti mindenkit, aki iparszerűen szexuális tevékenységet folytat, például a sztriptíztáncosokat, az erotikus masszőröket, a pornószínészeket, az élő vagy webkamerás szexshow-kat, és a telefonszex-operátorokat is.
Országonként változó, hogy a szexmunkások tevékenységét mennyire szabályozzák, és hogy egyáltalán engedik-e. A prostitúció a legtöbb helyen törvénybe ütközik, bár vannak országok (például Hollandia, Belgium, Új-Zéland, Németország vagy Indonézia), ahol engedik. A legtöbb országban, még ha egy szexuális tevékenység törvényes is, megbélyegzést és marginalizációt jelent a művelői számára, ami gyakran azt eredményezi, hogy a szexmunkások nem tudnak vagy mernek jogi elégtételt venni a diszkriminációért, csalásért vagy nemi erőszakért.
A szexmunkás-aktivisták szerint a szexmunkásoknak meg kéne kapniuk ugyanazokat az emberi és munkajogokat, amik más dolgozó embereknek is járnak. Például a Canadian Guild for Erotic Labour (Kanadai Erotikus Munkások Szervezete) céljai között szerepel a szexuális munka legalizálása, a más munkásokénál szigorúbb állami szabályozások megszüntetése, azonos munkajogi védelem, jog szakszervezetek létrehozására, és másokkal azonos jog a külföldi munkához. Szerintük a szexuális szolgáltatások legalizációja jobb körülményekhez és szabályozottabb működéshez vezetne, amivel korlátozni lehetne a HIV és más nemi fertőzések terjedését.
Magyarországon a Szexmunkások Érdekvédelmi Egyesülete tart 2007-től kezdve szexmunkás vállalkozókat képző tanfolyamokat a Humánerőforrás-fejlesztés Operatív Program pályázatán elnyert 15,2 millió forintból. Az egyéves kurzus kezdő létszáma 110 fő, a tananyagban pénzügyi, számviteli, üzleti és vállalkozásfejlesztési ismeretek szerepelnek. A szexmunkások levonhatják adójukból a hirdetési költségeket, az orvosi vizsgálatokat, a mobiltelefon-díjakat és az útiköltségeket, de ha havi 500 kilométernél többet autóznak, útnyilvántartást kell vezetniük; a számlákat „szexuális szolgáltatás” jogcímen kell kiállítaniuk. Az egyesület a szexmunkások beilleszkedését segítő úgynevezett primátorok képzésére is nyert pályázati pénzt, ők számítógép-kezelői és munkaerőpiaci ismereteket és lelki kiégés elleni megbeszélési technikákat fognak tanulni.

## Külső hivatkozások
- Sárosi Péter: Szexmunka, Beszélő, 11. évfolyam, 4. szám, 2006. április–május
- COYOTE (Call Off Your Old Tired Ethics)
- International Union of Sex Workers
- Sex Worker Education And Advocacy Taskforce Archiválva 2006. július 8-i dátummal a Wayback Machine-ben (Dél-Afrika)
- St. James Infirmary – az első, szexmunkások által működtetett szexmunkásokkal foglalkozó egészségügyi intézmény
- Scarlet Alliance – Australian Sex Workers Association